# Surge du Mississippi
Pour les articles homonymes, voir Surge et Mississippi.
Le Surge du Mississippi était une franchise de hockey sur glace basé à Biloxi dans l'État du Mississippi aux États-Unis.

## Historique
L'équipe a rejoint la Southern Professional Hockey League lors de la saison 2009-10. Le 17 juin 2009, l'équipe dévoile son nom et ses couleurs.

## Statistiques
| Saison  | PJ | V  | D  | N | DP | DTB | BP  | BC  | Pts | Classement | Séries éliminatoires      |
| ------- | -- | -- | -- | - | -- | --- | --- | --- | --- | ---------- | ------------------------- |
| 2009-10 | 56 | 34 | 14 | - | 2  | 6   | 210 | 165 | 76  | 1re place  | Défaite en finale         |
| 2010-11 | 56 | 37 | 19 | - | 1  | 3   | 207 | 157 | 74  | 1re place  | Vainqueur                 |
| 2011-12 | 56 | 29 | 24 | - | 2  | 1   | 166 | 162 | 61  | 5e place   | Défaite en première ronde |